# 田玉宝
田玉宝（1951年12月24日—），回族，山西省太原市人，中华人民共和国官员，曾任中共太原市南郊区区委书记、中共太原市小店区区委书记、太原市人大常委会副主任（副厅级），2012年退休。2014年11月3日，中共山西省纪委宣布田玉宝“涉嫌严重违纪违法”，正在接受调查。

## 生平
田玉宝曾经担任中共太原市委政策研究室主任。1995年3月17日，田玉宝被任命为中共太原市南郊区区委书记。1997年，国务院批准太原市调整行政区划，撤销南郊区，将原南郊区、南城区的部分辖区整合新设小店区，田玉宝担任小店区区委书记。
田玉宝担任小店区区委书记时，小店区区长是柳遂记。柳遂记1996年就开始和田玉宝搭档，他从河西区调往南郊区任职，担任区长。田玉宝任职期间，小店区政府与太原市南郊经济技术开发总公司发生产权纠纷。1998年4月，这家公司向小店区政府打报告，请求依据中共十五大精神将企业由集体所有制改为职工持股的有限责任公司。政府认为，这只不过是公司总经理周坤城想借改制为由把公司财产转到私人名下。小店区政府组织整顿领导组，两次强行接管公司；动用公安局、检察院，强行查封公司。小店区国资委下发文件，认定该公司的全部净资产均为国有资产。公司将小店区乡镇局、国资委告上法庭。太原市中级人民法院判决，小店区国资委的认定无效，但小店区政府更换企业的法人代表、接管企业是合法的。公司上诉至山西省高级人民法院，高院推翻了太原市中院的判决，判决小店区国资委的认定无效、小店区政府任免企业法人代表无效、小店区两次接管公司为违法行为。田玉宝当时接受《中国经济时报》采访时表示，高院的判决不对，小店区政府将坚决捍卫国有资产；公司改制纯属周坤城一手策划，公司1992年注册时周坤城正担任南郊区乡镇局长，1993年退居二线时将公司改而挂靠区老龄委。高院给出终审判决后，小店区首先恢复了周坤城的职务，接着重新界定了公司的产权，认定公司是国有企业、小店区有权撤换其法人代表，将周免职。田玉宝称，小店区已经执行了山西省高院的判决，先让周坤城复职。但太原市中院执行庭的负责人接受采访时称小店区的这种做法根本没有执行高院的判决。澎湃新闻的报道称，有知情人表示田玉宝和柳遂记关系不佳，这起纠纷就是一例，周坤城的后台正是时任小店区区长柳遂记。
2002年6月，田玉宝出任太原市人大常委会副主任，分管法制工作、常委会机关工作。柳遂记接替他担任小店区委书记。2012年5月，田玉宝退休。2014年，山西省多名高级官员遭到纪委调查。田玉宝任职期间的两任太原市委书记申维辰、陈川平先后被中纪委带走，在小店区与他搭档的柳遂记也因违纪接受调查。2014年11月3日，中共山西省纪委宣布田玉宝“涉嫌严重违纪违法”，正在接受调查。